# Pentaceratops
Pentaceratops is een geslacht van grote uitgestorven plantenetende ornithischische dinosauriërs, behorend tot de Ceratopidae, dat in het Laat-Krijt (Campanien, 75 miljoen jaar geleden), leefde in het gebied van het huidige Noord-Amerika. De typesoort is Pentaceratops sternbergii.
De eerste fossielen van Pentaceratops werden in 1921 gevonden. Het dier kreeg in 1923 zijn naam die zoiets als 'vijfhoornig gezicht' betekent. In totaal is er een dozijn schedels en skeletten gevonden zodat de wetenschappers een goed beeld kregen van de bouw van het dier. Van één heel groot skelet is het echter omstreden of het om een oud individu van Pentaceratops gaat of om een eigen geslacht Titanoceratops.
Pentaceratops was ongeveer zes meter lang en woog tegen de vijf ton. Het grote skelet wijst op een dier van ruim zes ton. Pentaceratops had een hoorn op zijn neus en lange naar voren gebogen hoorns boven zijn ogen. Daarnaast staken beide jukbeenderen als hoorns naar bezijden uit zodat het lijkt of er vijf hoorns zijn. Het nekschild was lang en rechthoekig. Het liep naar achteren uit in twee opvallende punten. De rand ervan was versierd met driehoekige uitsteeksels. Pentaceratops liep op vier stevige poten. Een zware nek droeg de kop. De romp was hoog en breed.
De spitse snuit van Pentaceratops droeg een hoornsnavel. Daarmee werden stukken plant afgebeten. In de kaken stonden talrijke tanden opeengepakt. Die verknipten het voedsel verder in kleinere delen die konden worden ingeslikt. In de grote buikholte werd het eten daarna verteerd door bacteriën. Met de hoorns en nekschild kon het dier zich verdedigen tegen roofsauriërs, maar ook indruk maken op zijn soortgenoten.

## Ontdekking en naamgeving
In 1921 begon de commerciële fossielenjager Charles Hazelius Sternberg in het noordwesten van New Mexico, ten noorden van de Tsaya Trading Post in San Juan County, opgravingen te verrichten in opdracht van Carl Wiman van de Universiteit van Uppsala. Vermoedelijk vonden die plaats in het huidige Fossil Forest. Hierbij werd in juli een ceratopide schedel gevonden, waarvan Sternberg dacht dat die van Triceratops was en op 3 september een ceratopide skelet zonder schedel dat hij per abuis aan Trachodon toeschreef. In 1922 besloot Sternberg, omdat Wiman slecht van betalen bleek, voor eigen rekening op te graven en hij ontdekte dat seizoen een grote ceratopide schedel en wist die voor tweeduizend dollar te verkopen aan het American Museum of Natural History. Het museum zond een team uit bestaande uit Charles Mook en Peter Kaisen om Sternberg bij het uitgraven te assisteren. Na het vervoeren naar New York had Kaisen nog vijf maanden nodig om het fossiel te prepareren.

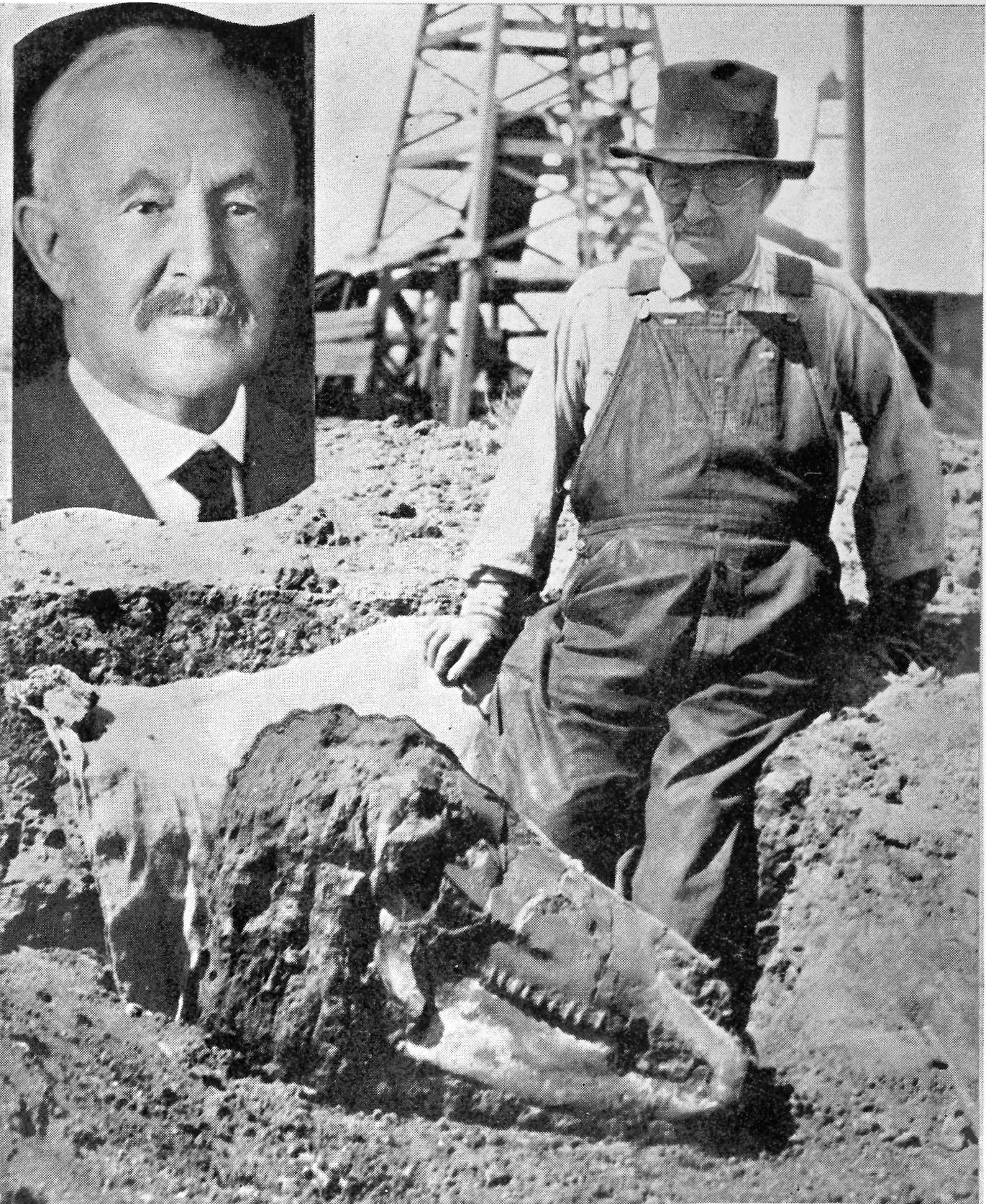
Charles Hazelius Sternberg, de grootste fossielenjager van zijn generatie

Henry Fairfield Osborn, de toenmalige directeur van de paleontologische afdeling van het AMNH, beschreef de schedel in 1923, en benoemde een aparte soort die hij mede naar haar ontdekker vernoemde: Pentaceratops sternbergii. De geslachtsnaam is afgeleid van het Oudgriekse πέντε, pente, 'vijf', κέρας, keras, 'hoorn', en ὤψ, oops, 'gezicht' en betekent dus losweg vijfhoornig gezicht, een verwijzing naar het 'driehoorngezicht' Triceratops: naast de neushoorn en de twee wenkbrauwhoorns telde Osborn in dit geval ook de epijugalia mee die de jukbeenderen naar beneden verlengen. De geslachtsnaam was Osborn gesuggereerd door William Diller Matthew. De soortaanduiding eert Sternberg, als op zijn drieënzeventigste nog werkzame veteraan van het fossielenonderzoek. Van dit epitheton wordt ook wel de spellingsvariant sternbergi gebruikt, maar naar de huidige regels is zo'n emendatie onjuist.

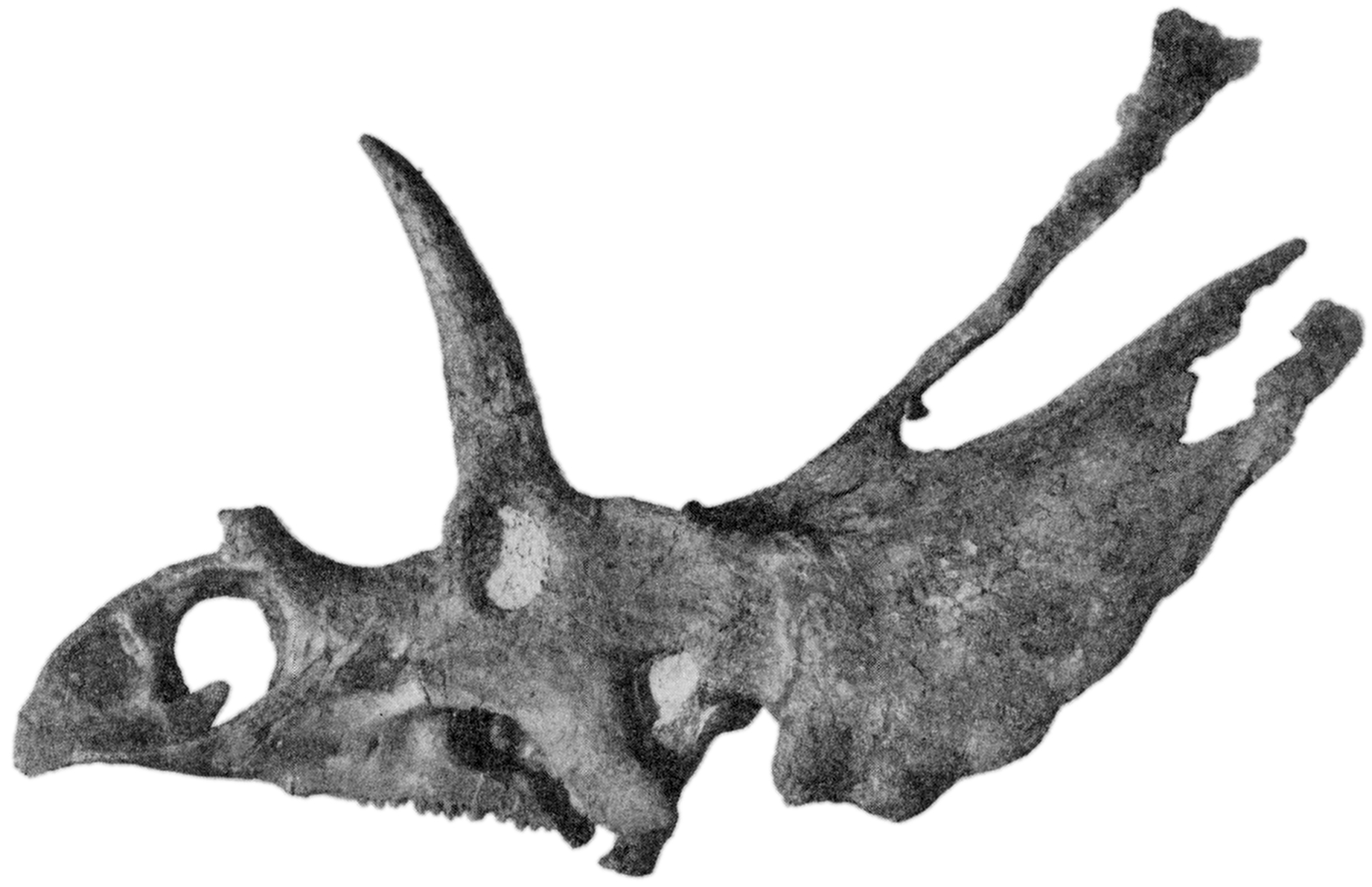
AMNH 6325, de schedel die het holotype is van Pentaceratops, nog voor de latere restauratie

Het holotype AMNH 6325 is gevonden in een laag van de Fruitlandformatie die dateert uit het late Campanien en ruwweg vijfenzeventig miljoen jaar oud is. Het bestaat uit de door Sternberg gevonden schedel. Ook delen van de rest van het skelet werden door Sternberg aangetroffen maar achtergelaten, omdat ze van onvoldoende kwaliteit werden geacht: het fossiel diende allereerst als tentoonstellingsstuk. Begin juni 1923 werd nog een derde, wat kleinere, schedel door Sternberg opgegraven, specimen AMNH 1624; verdere vondsten in die periode zijn specimen AMNH 1622, een paar hoorns; en AMNH 1625, een stuk schedelkraag dat Sternberg vermoedelijk al in augustus 1921 ontdekt had maar eind juni 1923 opgroef. Overigens werden AMNH 1624 en 1625 niet vanzelfsprekend in de collectie van het museum opgenomen: Sternberg was in 1923 doorgegaan met opgraven in de hoop dat Osborn alles zou blijven afnemen maar diens budget moest in 1923 en 1924 volledig besteed worden aan het verwerken van de fossielen die de grote Aziatische expedities van het AMNH opzonden. Ondanks vele smeekbedes bleef de bijna failliete Sternberg in eerste instantie met zijn exemplaren zitten. Het vernoemen van de soortaanduiding naar hem was als een troost hiervoor bedoeld. Om de waarde van AMNH 1624 te verhogen deed Sternberg het voorkomen alsof het een heel nieuwe soort vertegenwoordigde. Osborn en Matthew lieten zich inderdaad overtuigen dat het om een vorm ging die speciaal dicht bij Anchiceratops stond. Toen het specimen uiteindelijk toch verworven werd, bleek het alsnog om een schedel van Pentaceratops te gaan. Om de 'miskoop' te verhullen werd deze schedel nooit beschreven, ondanks dat hij vollediger was dan het holotype.
Hoewel in de literatuur de vondst uit 1922 de meeste aandacht kreeg was in feite het naar Zweden gestuurde materiaal uitgebreider en omvatte een schedel, specimen PMU.R200 (later PMU 24923), en een skelet zonder schedel PMU.R286, in 1921 bij de Meyers Creek in de buurt van de Kimbetoh Wash gevonden in de Kirtlandformatie die boven de Fruitlandformatie ligt. In 1930 benoemde Wiman op basis hiervan een tweede soort: Pentaceratops fenestratus. De soortaanduiding verwijst naar een fenestra, een opening, hoog in het linkersquamosum. Later werd, ondanks de herkomst uit een andere formatie, meestal geoordeeld dat dit materiaal tot dezelfde soort behoorde als de later gevonden resten en P. fenestratus dus een jonger synoniem is van P. sternbergii. Het gaat om een kleiner exemplaar dat echter wel volwassen is. Meestal werden schedel en postcrania als één geheel behandeld maar sommige onderzoekers hebben steeds gesteld dat de schedel niet bij het skelet hoort. Dat is inderdaad vrijwel zeker: niet alleen lijken ze apart gevonden, PMU.R286 omvat behalve een onderkaak ook nog wat stukken schedelkraag die niet van PMU.R200 afkomstig zijn. De romp mist de rechterachterpoot en de linkervoorpoot maar vertegenwoordigt door spiegeling de meeste skeletelementen; alleen de ribben, handen en voeten ontbreken. Sternberg stuurde behalve de twee hoofdexemplaren nog een squamosum, een quadratum en een hoornbasis naar Zweden op. De schedel wordt tentoongesteld in het Evolutiemuseum van de universiteit.

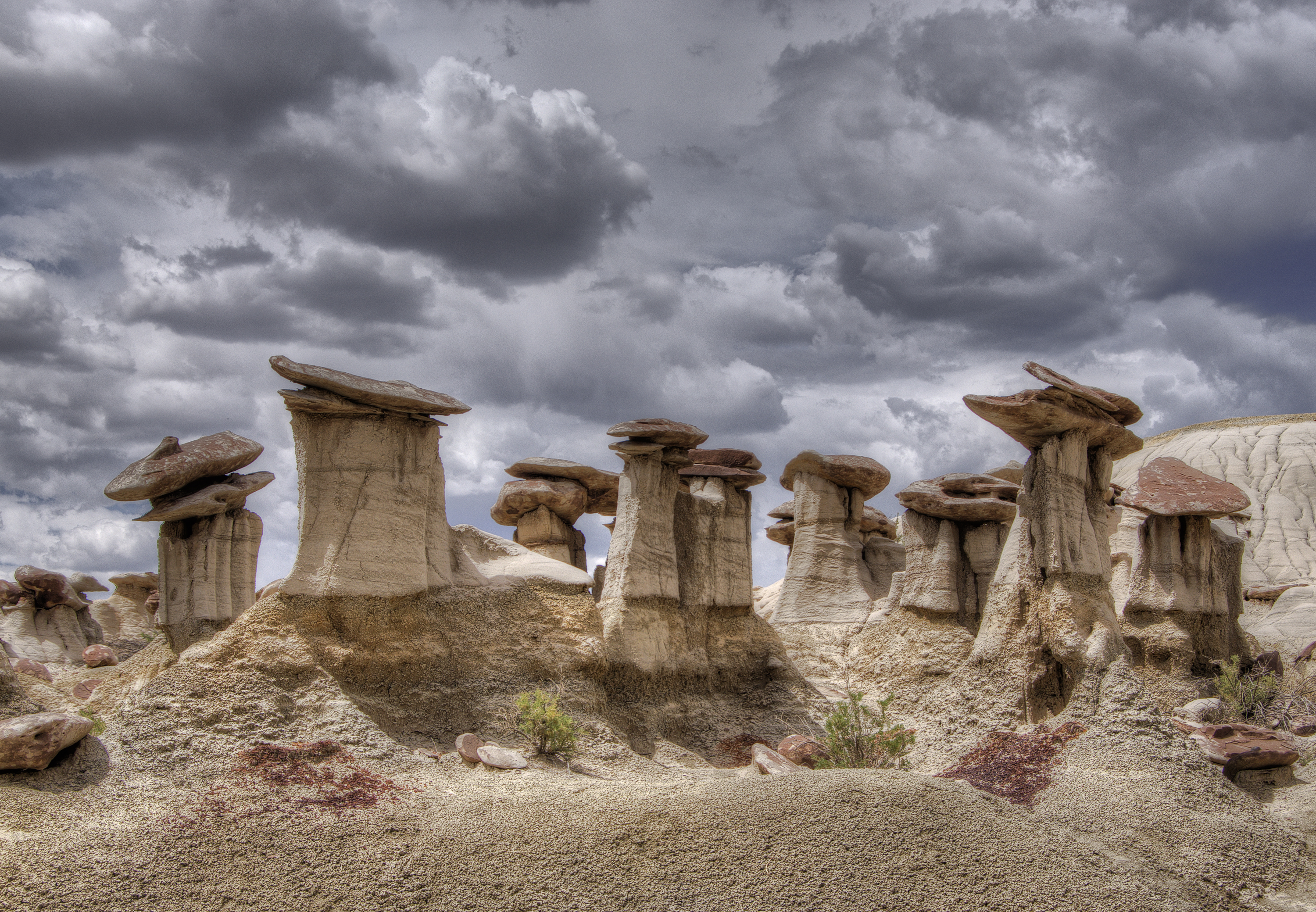
Het typische landschap van het vondstgebied

Naast de oorspronkelijke exemplaren van C.H. Sternberg is nog twee dozijn specimina gevonden, bestaande uit gedeeltelijke schedels en delen van de postcrania. De toewijzing aan Pentaceratops is echter vaak niet onomstreden. Zo werd in 1998 door Thomas Lehman gesteld dat van alle landdieren die ooit op aarde leefden of leven Pentaceratops de grootst bekende schedel heeft, rond de drie meter. Deze claim, die zelfs in het Guinness Book of Records werd opgenomen, is echter gebaseerd op specimen OMNH 10165, in juli 1941 gevonden in New Mexico en bestaande uit een schedel en bijhorend skelet tentoongesteld in het Sam Noble Oklahoma Museum of Natural History die door sommige onderzoekers gezien wordt als een apart geslacht: Titanoceratops. Van een exemplaar in de verzameling van de University of New Mexico, specimen UNM FKK-081 dat voor een vrouwtje werd aangezien, is later vastgesteld dat het niet om Pentaceratops ging. Wel authentiek is vermoedelijk het in 1929 door de zoon van C.H. Sternberg, George Fryer Sternberg, gevonden specimen USNM V12002, een rechtersquamosum dat deel is van de collectie van het Smithsonian Institution. Andere specimina zijn: MNA Pl. 1668, een gedeeltelijk skelet met schedel; MNA Pl. 1747, wervels, ribben, onderkaken en schedel gevonden in 1975; UALP 13342, een schedel zonder kraag; UKVP 16100, een achterste schedelkraag gevonden in 1966; UNM B-1701, een hersenpan met bovenkaaksbeen; USNM 12741, een gedeeltelijke schedel; USNM 12743, stukken schedel waaronder een hoornkern; USNM 2416, een gedeeltelijk skelet met schedel; USNM 8604, stukken schedelkraag; YPM 1229, een vrij compleet skelet zonder schedel; SMP VP-1900, een bekken met heiligbeen en tandafdruk van een roofsauriër; SMP VP-1596, een quadratum, jukbeen en wat osteodermen; SMP VP-1488, een stuk jukbeen met oogkas; SMP VP-1500, een half nekschild; SMP VP-1712, een linkerjukbeen en quadratojugale; SMP VP-1508, drie ruggenwervels; SMP VP-1144, een draaier; NMMNH P-37880, een stuk nekschild in 1998 gevonden door Paul Sealey; SDMNH 43470, een schedel die in 2020 door Denver Fowler gezien werd als een aff. Pentaceratops sp., en NMMNH P-27468, een gedeeltelijk skelet met schedel dat in 2020 benoemd werd als het aparte geslacht Terminocavus. Vrij uitgebreide vondsten zijn daarnaast wel in de literatuur gemeld maar ontberen een inventarisnummer.
Een exemplaar dat het bekende bereik van het geslacht flink uitbreidt, is het juveniele SDMNH 43470, in 2006 gemeld uit de Williams Fork Formation van Colorado; het bestaat uit de rechteronderkaak en de onderkant van de rechterzijde van een schedel.
In 1987 hernoemde Gregory S. Paul Pentaceratops sternbergii Osborn 1923 in een Chasmosaurus sternbergi. Deze naam heeft geen navolging gekregen.

## Beschrijving

### Grootte, algemene bouw en onderscheidende kenmerken

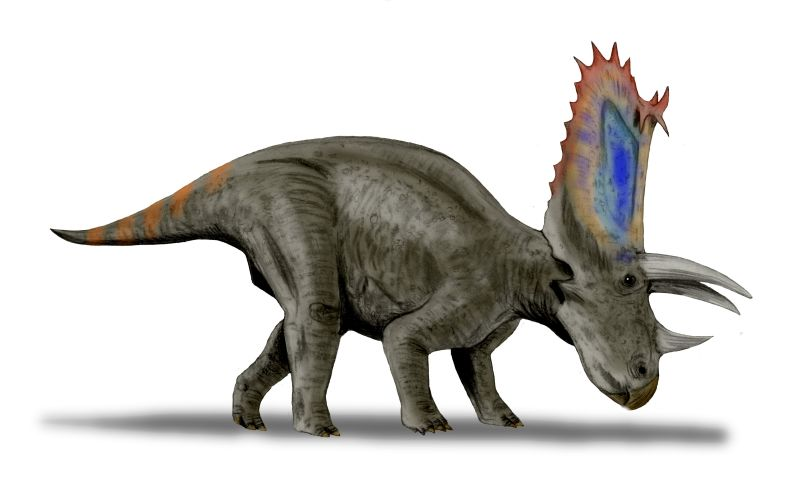
Pentaceratops heeft een vrij gedrongen romp

Pentaceratops is een vrij grote ceratopide. De lengte ervan is echter nogal eens te hoog ingeschat doordat Amerikaanse onderzoekers niet afgingen op de bekende verhoudingen bij het Zweedse exemplaar, maar de grootte vergeleken met die van Triceratops. Zo kwam men op schattingen van wel acht meter. Peter Dodson gaf in 1996 een meting van het Zweedse specimen van ongeveer vijf meter en meende dat het dier in het AMNH dan zes meter lang moest zijn geweest. In 2010 gaf Gregory S. Paul, werkend vanuit een modelreconstructie, een lichaamslengte van 6,4 meter en een gewicht van 4,7 ton. De variaties in lichaamslengte komen overeen met problemen om de schedellengte te bepalen. Bij het holotype ontbreekt een gedeelte van de achterrand; Dodson schatte de lengte van AMNH 1624 op 2,3 meter. Lehman echter, maakte een composiet van drie exemplaren, AMNH 1624, MNA PL.1747 en UNM FKK-081, en kwam uit op 2,7 meter. Bij het Zweedse exemplaar is de lengte 2,16 meter. OMNH 10165 is gereconstrueerd met een 3,22 meter lange schedel, maar het nekschild ontbrak grotendeels bij dit exemplaar zodat deze afmeting zeer onbetrouwbaar is; daarbij gaan degenen die menen dat het een aparte vorm Titanoceratops betreft uit van de hypothese dat daarvan de schedelkraag juist kort is, als bij Triceratops. Zelfs Lehman moest toegeven dat hoe dan ook de reconstructie te lang was en 2,9 meter een correctere proportie opleverde. Een toewijzen van dit specimen aan Pentaceratops zou diens maximumgewicht wel aanzienlijk vergroten want schattingen daarvan variëren van 6,5 tot 9,5 ton.

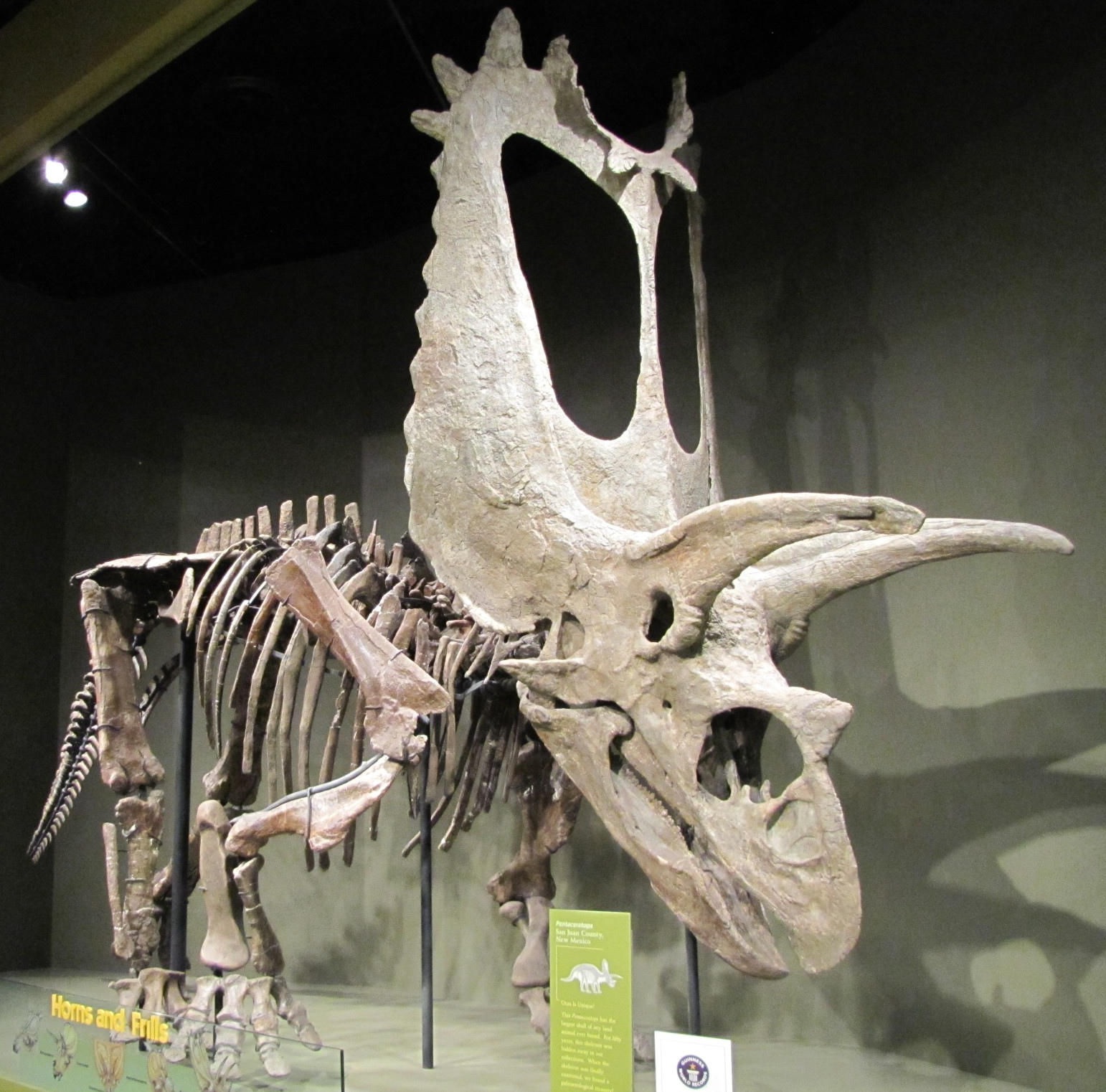
Is OMNH 10165 een oud exemplaar van Pentaceratops of een eigen taxon Titanoceratops?

In het algemeen is Pentaceratops vooral een dier van grote uitgebreidheid: de skeletelementen zijn niet heel robuust, maar de schedel steekt ver naar achteren en boven uit en de romp is hoog en breed ten opzichte van de lengte.
In 1993 stelde Lehman een lijst van onderscheidende kenmerken op om de verouderde diagnose van Osborn te vervangen die het taxon vooral met Triceratops vergeleek zonder de sterker gelijkende Chasmosaurus daarin te betrekken. Het squamosum is lang en smal en draagt talrijke epoccipitalia, tussen de acht en de twaalf. De beenbalk waar de wandbeenderen elkaar raken is slank en bovenaan sterk ingekeept. De pariëtaalvensters zijn middelgroot en sterk verlengd. De beenkern van de epijugalia is erg groot en steekt naar achteren. Spencer Lucas kwam in 2006 met nog een kenmerk: het jukbeen en het squamosum raken elkaar niet onder het onderste slaapvenster.
In 2011 stelde Nicholas Longrich opnieuw een lijst van diagnostische kenmerken op, maar die was bedoeld om Pentaceratops van Titanoceratops te onderscheiden. De meeste verschillen betroffen de, meestal al individueel sterk variabele, osteodermen of waren plausibel met de grootte of ontogenie gerelateerd zodat veel onderzoekers OMNH 10165 blijven zien als een, vermoedelijk tamelijk oud, individu van Pentaceratops. Het belangrijkste verschil is volgens Longrich dat bij Titanoceratops de schildrand niet M-vormig ingekeept is.
In 2020 gaf Denver Warwick Fowler aanvullende kenmerken bij de diagnose van Lehman. De achterrand van het nekschild is hoekig waarbij de hoeken liggen bij de positie van het tweede epiparietale. De balk van de achterrand heeft overdwars een uniforme breedte van voor naar achter gemeten. De drie epiparietalia per wandbeen zijn groot en min of meer driehoekig. Het eerste epiparietale is naar boven of schuin naar boven en voren gebogen, ligt op de binnenste bovenrand en is soms zo gedraaid dat de basis ervan de achterrand van de buitenzijde af raakt. De middenbalk heeft een slanke eironde dwarsdoorsnede. Het nekschild is lang en smal, vooraan breder dan achteraan. Het achterste episquamosale is vergroot ten opzicht van het voorlaatste episquamosale. De pariëtaalvensters zijn hoekig. Er zijn wenkbrauwhoorns aanwezig die relatief slank zijn en, althans bij volwassen dieren, naar voren buigen. Het epijugale is stekelvormig en relatief langer dan bij andere chasmosaurinen. De neushoorn ligt boven het neusgat.

### Skelet

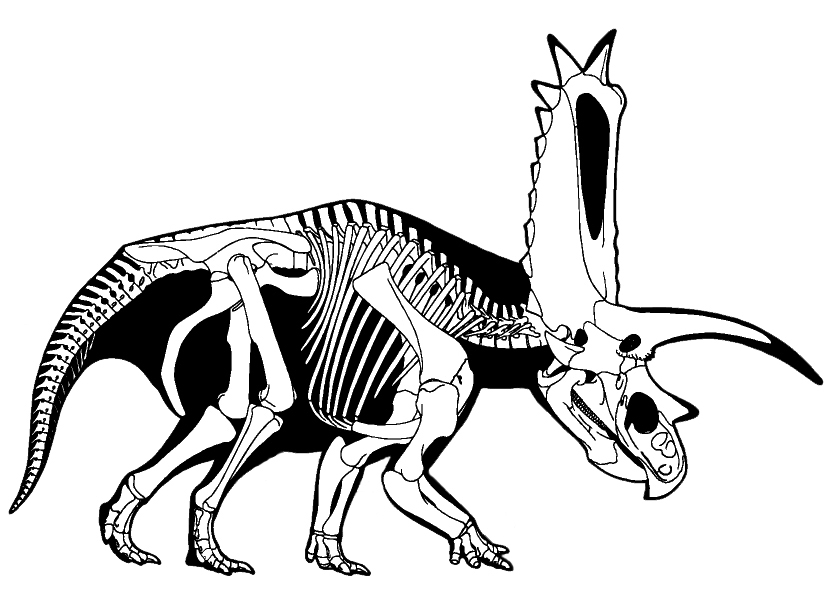
Het skelet van Pentaceratops; afgebeeld is een individu met een vrij kleine neushoorn. Volgens G.S. Paul liep de bovenrand van de nek vrijwel horizontaal

### Schedel
De snuit van Pentaceratops is, zoals bij veel, meer basale, chasmosaurinen, tamelijk laag en matig smal en draagt een bovensnavel. Het grote neusgat is daardoor een platte ovaal. Het neusbeen draagt een in zijaanzicht smalle neushoorn die iets naar voren steekt. Bij sommige exemplaren is die vrij klein, bij andere zo hoog als de schedel zelf. De wenkbrauwhoorns hebben een van opzij bezien brede basis die ver achter de eivormige oogkas reikt. De bases steken zijwaarts naar voren en omhoog, de punten krommen naar binnen. De wenkbrauwhoorns zijn erg lang zodat hun uiteinden, verlengd door een hoornschacht, tot boven de snavel reiken en boven het niveau van de schildrand uitkomen. Bij het holotype hebben hun beenkernen een lengte van zo'n zesenvijftig centimeter. Zoals alle ceratopiden heeft Pentaceratops een secundair schedeldak boven het normale met daarin een fontanel; die laatste is in dit geval sleutelgatvormig.

Een recent exemplaar uit het NMMNH

Het nekschild van Pentaceratops is relatief veel groter dan dat van Triceratops en heeft, zelfs als we OMNH 10165 buiten beschouwing laten, een lengte van 1,2 tot 1,5 meter. Het heeft van boven bezien de vorm van een rechthoek; de voorkant ervan is iets breder. In zijaanzicht is deze opstaande schedelkraag erg plat, maar maakt een flinke hoek met de eigenlijke schedel. De buitenzijden ervan worden gevormd door de langwerpige squamosa waarvan de rand bezet is door driehoekige vastgegroeide huidverbeningen of osteodermen. Van deze episquamosalia is er een negental. De meeste zijn tamelijk klein en stomp en steken zijwaarts uit. Die op de voorhoek is echter groter en steekt schuin naar voren. Verreweg de grootste is die op de achterhoek die schuin naar achteren steekt. Deze osteoderm sluit aan bij twee grote epiparietalia op de achterrand waarmee het samen een soort drietand vormt. De wandbeenderen, ieder voorzien van een grote opening of parietaalvenster, die de binnenkant van het schild vormen zijn aan hun achterrand namelijk sterk ingekeept door U-vormige inspringing met een diepte van ruim dertig centimeter. De inkeping is pas bekend sinds de vondst in 1977 van een in 1981 beschreven fossiel, specimen UKVP 16100 dat uit de achterrand van de schedelkraag bestond; oudere illustraties tonen dit kenmerk niet. Zo wordt aan beide zijden van het schild een grote punt gevormd waarop het derde epiparietale recht naar achter steekt. Het grotere tweede epipariatele steekt schuin naar binnen zodat de inkeping door een tang omvat lijkt te worden. De veel kleinere eerste epiparietalia buigen juist vanaf de rand naar voren toe tot bijna aan de pariëtaalvensters.
Van boven bezien wordt het duidelijk waarom Osborn van vijf hoorns sprak. Het jukbeen steekt namelijk niet heel bijzonder naar beneden uit, maar wel sterk en smal zijwaarts tot voorbij het niveau van de zijrand van het schild. Het uiteinde ervan is extreem dik: 144 millimeter bij het holotype. Dit wijst erop dat dit element ook werkelijk fysiek als wapen gebruikt werd en niet alleen als versiering. Vóór het jukbeen is de tandenrij van het bovenkaaksbeen vrij lang. De onderkaken, die samen vooraan een ondersnavel dragen, zijn krachtig gebouwd; het articulare achteraan is zeer breed om te kunnen articuleren met de gewrichtsknobbel van het quadratum in de schedel.

### Postcrania
De wervelkolom bestaat uit negen halswervels, twaalf ruggenwervels, tien sacrale wervels en een onbekend aantal staartwervels. De nek is krachtig met doornuitsteeksels die wat hoger zijn dan bij Chasmosaurus. Op de rug worden de doornuitsteeksels naar achteren opvallend langer totdat de lendenwervels een wat verhoogde bult dragen. Volgens Paul liep er een stelsel pezen vanaf die bult recht naar voren om op het extra hoge nekschild een hoger dan normaal aanhechtingspunt te vinden om de kop te tillen. Indien deze interpretatie klopt, moet de vlezige nek zelfs op het dunste punt extreem dik geweest zijn, zo'n tachtig centimeter hoog. Bij de laatste ruggenwervel is het doornuitsteeksel al wat lager en de rij gaat geleidelijk over in de neurale plaat op de sacrale wervels. Bij het Zweedse exemplaar is de laatste ruggenwervel met het heiligbeen vergroeid zodat Wiman zowel elf ruggenwervels als sacrale wervels telde, een teken dat het een tamelijk oud dier was. De staartbasis steekt meer omlaag dan naar achteren; de staart is tamelijk kort. Het aantal staartwervels bedraagt minstens achtentwintig en ligt vermoedelijk onder de veertig. De borstkas is kort maar hoog en breed.
Het schouderblad is tamelijk kort. Het opperarmbeen heeft een niet erg sterk naar voren uitstekende deltopectorale kam die echter in een afhangende punt vrij ver naar beneden doorloopt. Bij het Zweedse exemplaar heeft het rechteropperarmbeen een lengte van 646 millimeter. De onderarm is vrij lang maar robuust. De ellepijp is bij PMU R.286 577 millimeter lang, het spaakbeen 434 millimeter.
In het bekken krult de zijrand van het erg korte voorblad van het darmbeen wat naar beneden om. De processus praepubicus is eveneens kort met een naar boven verbreed uiteinde, maar steekt verder naar voren uit dan het darmbeen. Het zitbeen is zeer lang en maakt een aanzienlijke kromming, eerst naar achteren dan sterk naar voren buigend. Het dijbeen is matig robuust, in zijaanzicht recht maar in vooraanzicht sterk zijwaarts buigend. Dit laatste zou een valide verschil kunnen zijn met Titanoceratops waar het dijbeen ook van buiten naar binnen erg recht is. De vierde trochanter op de achterkant van de schacht van het dijbeen is sterk afhangend, overeenkomstig de oriëntatie van de staartbasis waarmee hij via een spier verbonden was. Het onderbeen is matig lang en de onderste gewrichtsvlakken ervan staan nogal naar binnen gekeerd. Bij het kleinere Zweedse exemplaar bedraagt de dijbeenlengte achtentachtig centimeter, de lengte van het scheenbeen 655 millimeter.

## Fylogenie

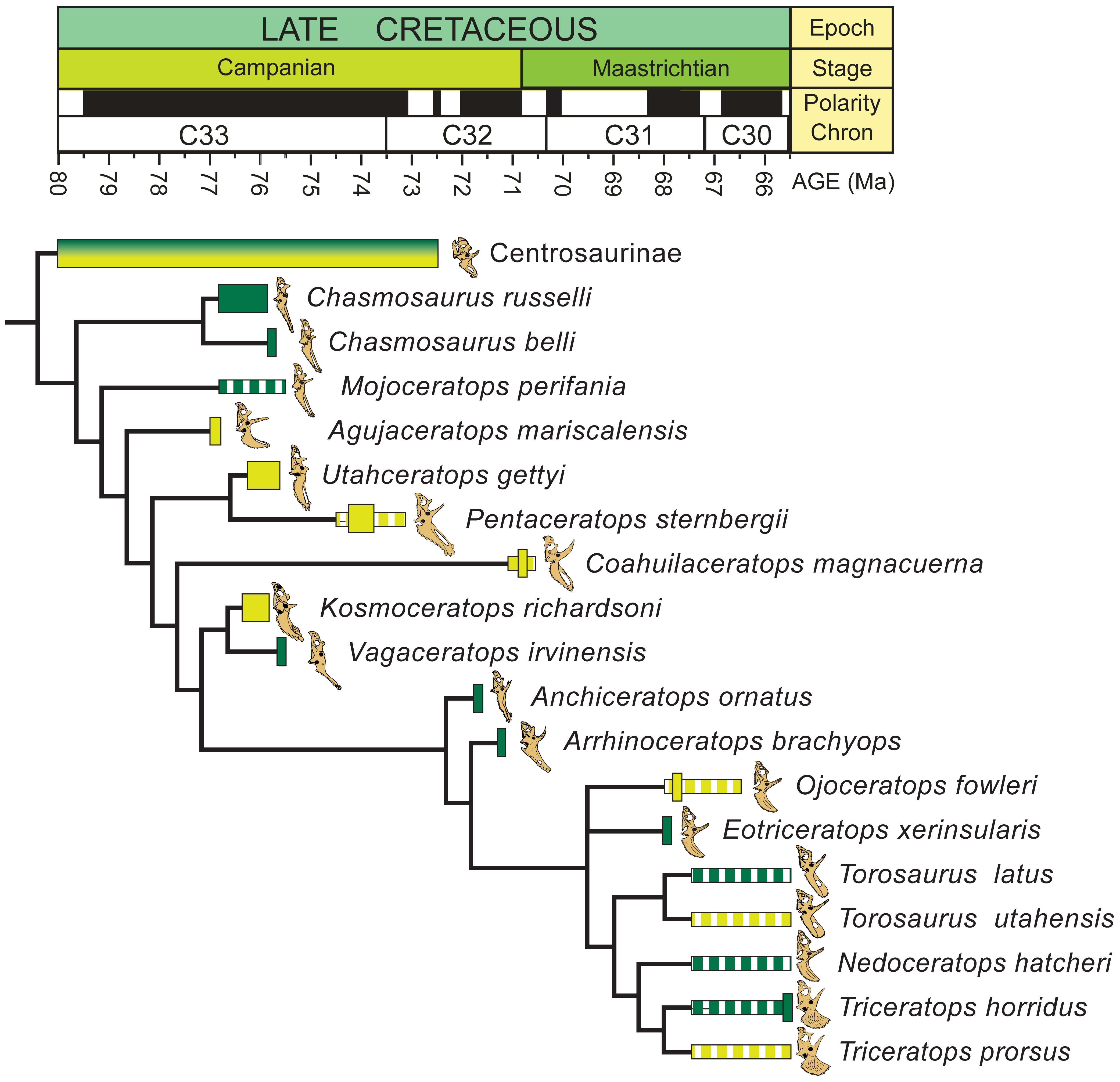
Een stamboom die de positie van Pentaceratops toont

Pentaceratops werd door Osborn in de Ceratopia geplaatst. Lori Shano Russell verfijnde dat in 1930 tot de Ceratopidae en Thomas Lehman in 1989 verder tot de Chasmosaurinae.
Volgens sommige analyses zou Pentaceratops de zustersoort zijn van de eerder levende Utahceratops. Beide soorten maakten deel uit van de meer zuidelijke fauna van het subcontinent Laramidia die wellicht duidelijk verschilde van de noordelijke fauna die uit Canada bekend is.

## Levenswijze
Het leefgebied van Pentaceratops bestond uit tamelijk natte kustvlakten, doorsneden door rivieren en bezaaid met moerassen en bossen. Het klimaat was subtropisch. Andere belangrijke planteneters in die habitat waren Kritosaurus en Parasaurolophus.
Van Pentaceratops zijn geen hele beenderbedden gevonden dus het is niet helemaal duidelijk of het dier in kudden leefde. De hoorns en het nekschild kunnen als verdediging gediend hebben tegen het belangrijkste roofdier dat in de Kirtlandformatie gevonden is: de reusachtige tyrannosauroïde Bistahieversor. Hoogstwaarschijnlijk fungeerden ze echter ook als pronkorgaan, om indruk te maken op rivalen van hetzelfde geslacht en potentiële partners van het andere geslacht. Dodson nam aan dat de versterkte jukbeenderen dienden als wapen bij gevechten tussen de mannetjes die dan zijdelings met de schedel tegen elkaar zouden hebben geslagen. Volgens een studie van David Krauss e.a. uit 2010 waren de wenkbrauwhoorns van Pentaceratops zo gebogen dat ze bij een stootgevecht in elkaar verstrengeld rakend met de punten alleen de niet zo vitale squamosa zouden raken. Dodson had er al eerder op gewezen dat de opening die Wiman tot het benoemen van een P. fenestratus verleidde, het gevolg zou kunnen zijn geweest van zo'n verwonding. Richard Swann Lull viel het op dat het biomechanisch niet logisch was dat de wenkbrauwhoorns naar voren kromden maar de neushoorn naar boven, wat de diepte van een verwonding zou beperken. Dat lijkt erop te wijzen dat ze eerder voor rituele gevechten of intimidatie gebruikt werden dan voor het feitelijk afweren van roofdieren. De visuele functie zou kunnen zijn versterkt doordat het dier zich op zich achterpoten verhief waarvoor de verhoogde doornuitsteeksels van de lendenwervels, het versterkte bekken, de zekere spreiding van de achterpoten en de afhangende staart een mogelijke aanpassing zijn.

## Pentaceratops aquilonius
In 2014 benoemde Longrich een derde soort: Pentaceratops aquilonius, de 'noordelijke'. Deze is gebaseerd op fragmentarisch schildmateriaal tijdens de jaren dertig van de twintigste eeuw gevonden in Canada bij Manyberries. Het holotype is CMN 9813, de rechterhelft van een nekschild; het paratype is CMN 9814, de achterrand van een nekschild. De soort onderscheidt zich door een bredere achterste schildbalk, een minder diepe inkeping in de achterrand van het schild en een eerste epiparietale dat naar boven gericht is in plaats van naar voren. Bij een kladistische analyse bleek P. aquilonius de zustersoort van een klade gevormd door Pentaceratops sternbergii en Kosmoceratops. Zijn benoeming zou het geslacht Pentaceratops dus parafyletisch maken, een algemeen als ongewenst geziene situatie. De soort is alleen in Pentaceratops geplaatst omdat Longrich de resten onvoldoende vond voor een eigen geslacht en het oudere begrip "Pentaceratops" als passender gezien werd om de soort voorlopig in onder te brengen totdat uitgebreidere vondsten meer duidelijkheid verschaffen. De vondsten in Canada zouden een bewijs vormen dat de faunae van het noorden en zuiden niet sterk gescheiden waren.

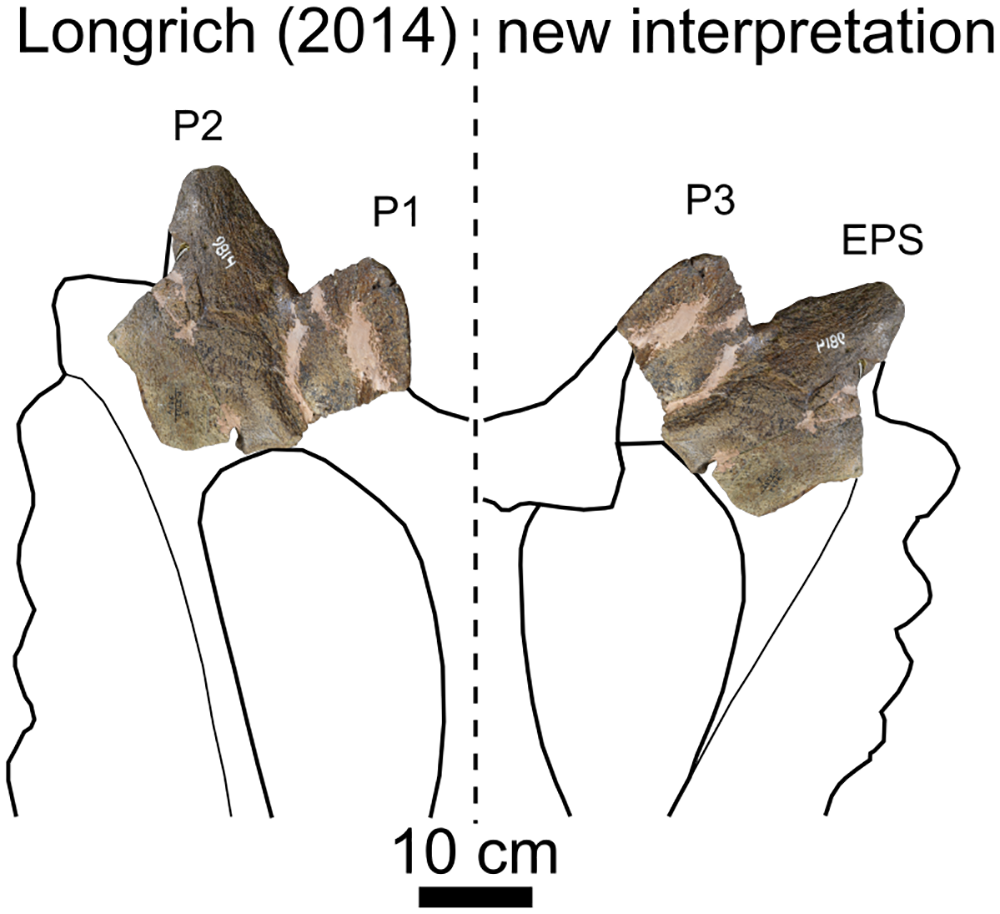
CMN 9814 kan gezien worden als een nieuwe soort, links, of als een fossiel van Spiclypeus, rechts

In 2016 stelde Jordan Mallon dat de resten niet duidelijk te onderscheiden waren van die van Spiclypeus en dat de soort een nomen dubium was. Dat laatste werd in 2020 bevestigd door Denver Fowler hoewel die juist een verwantschap of mogelijke identiteit zag met Utahceratops.